# Glacière
Glacière – stacja linii nr 6 metra  w Paryżu. Stacja znajduje się w 13. dzielnicy Paryża.  Została otwarta 6 października 1942 r.